# Premier mariage homosexuel en Espagne

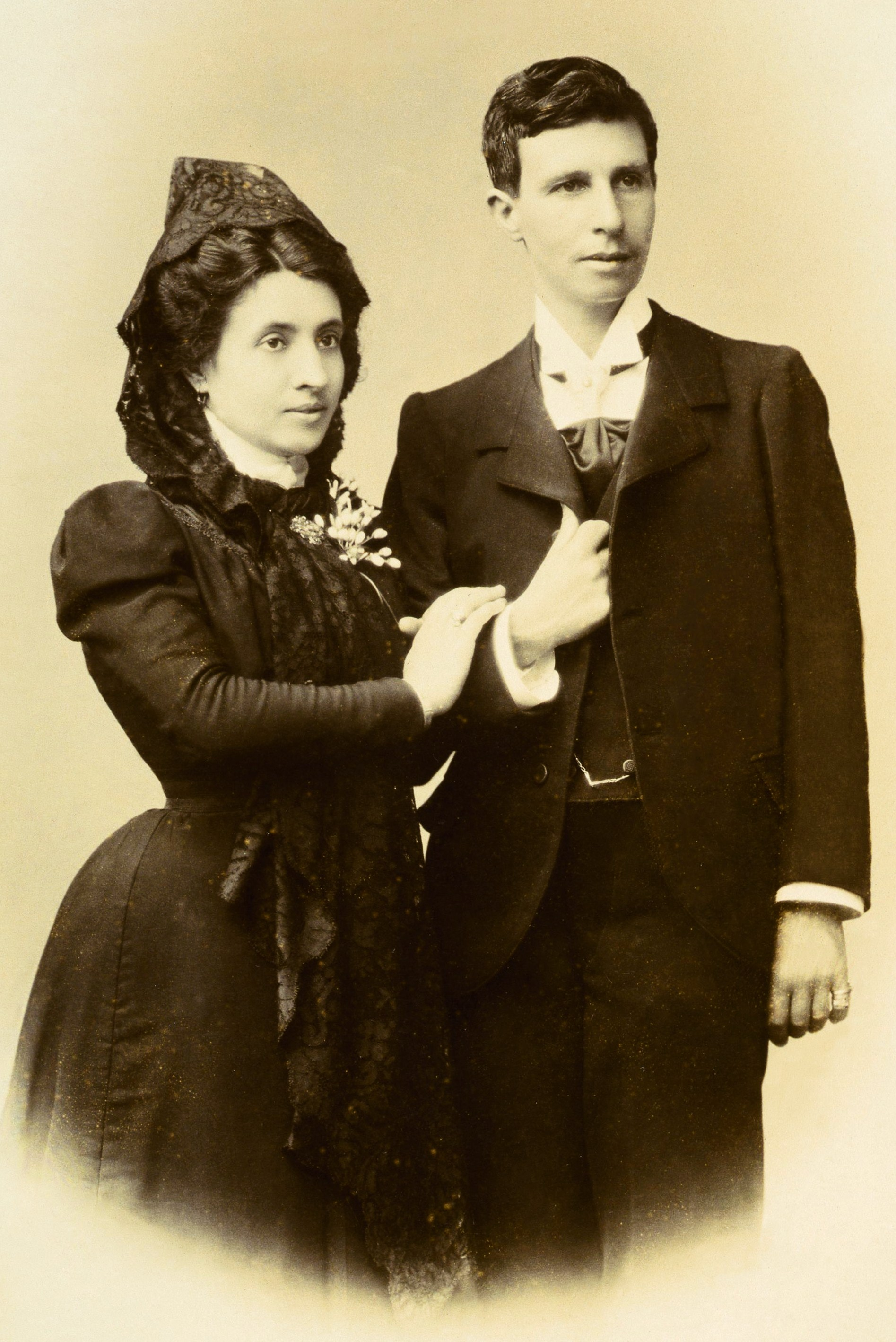
Marcela Gracia Ibeas et Elisa Sánchez Loriga après le mariage, photographié par José Sellier Loup.

Le premier mariage homosexuel en Espagne depuis l'ère impériale romaine a lieu le 8 juin 1901. 
Deux femmes, Marcela Gracia Ibeas et Elisa Sánchez Loriga, tentent de se marier à La Corogne en Galice, en Espagne. Pour y parvenir, Elisa Sánchez Loriga adopte une identité masculine : Mario Sánchez, et c'est ce qui figure sur l'acte de mariage. Il s'agit de la première tentative de mariage homosexuel enregistrée en Espagne. Il est célébré par l’Église catholique, à l'église paroissiale Saint-Georges,. Par la suite, le curé découvre la supercherie. Il est dénoncé et persécuté. Néanmoins, l'acte de mariage n'a jamais été annulé. 
Leur union matrimoniale a lieu plus de 100 ans avant que la loi espagnole n'autorise le mariage homosexuel. Les deux femmes sont des professeures alors que la grande majorité de la population galicienne est analphabète.
Cet événement peut être considéré comme un précédent pour le mariage homosexuel en Espagne. La nouvelle de leur mariage se répand dans toute l'Espagne et dans divers pays européens. On pense que le couple s'est enfui en Argentine et on ignore ce qui leur est arrivé. 

## Première rencontre, séparation et réunion
Marcela Gracia Ibeas et Elisa Sánchez Loriga se rencontrent au Collège de formation des enseignants à La Corogne, où sont formés les futurs enseignants de l'enseignement primaire. Marcela, âgée de dix-huit ans, y étudie, alors qu'Elisa Sánchez Loriga, âgée de vingt-trois ans, y travaille après avoir suivi le même cursus. Leur amitié cède la place à une relation plus intime. Les parents de Marcela Gracia Ibeas, craignant le scandale, envoient leur fille poursuivre ses études à Madrid. Puis Elisa effectue un remplacement temporaire à Couso, une petite paroisse de Coristanco dans la province de La Corogne, tandis qu'à proximité, à Vimianzo, dans le village de Calo, Marcela est nommée enseignante. Elles décident de vivre ensemble à Calo. En 1889, Marcela donne des cours à Dumbría pendant qu'Elisa reste à Calo, mais elles restent en contact jusqu'à ce qu'Elisa rejoigne Marcela. 

## Fausse identité et mariage
Fatiguées de cacher leur relation, elles élaborent un plan pour pouvoir se marier. En 1901, Elisa adopte une apparence masculine et demande un certificat d'études au Collège d'enseignement sous le prénom de Mario. Elle se fabrique un passé à partir d'un de ses cousins mort dans un naufrage. Elle affirme avoir passé son enfance à Londres avec un père athée. Ainsi, le père Cortiella, curé de l'église Saint Georges de La Corogne (es), baptise Mario le 26 mai 1901 et lui délivre la première communion. Il marie le couple le 8 juin 1901 après la publication des bans. Une courte cérémonie de mariage se déroule devant témoins et le couple passe sa nuit de noces dans la pension de famille Corcubión, dans la rue de San Andrés. 

### Conséquences

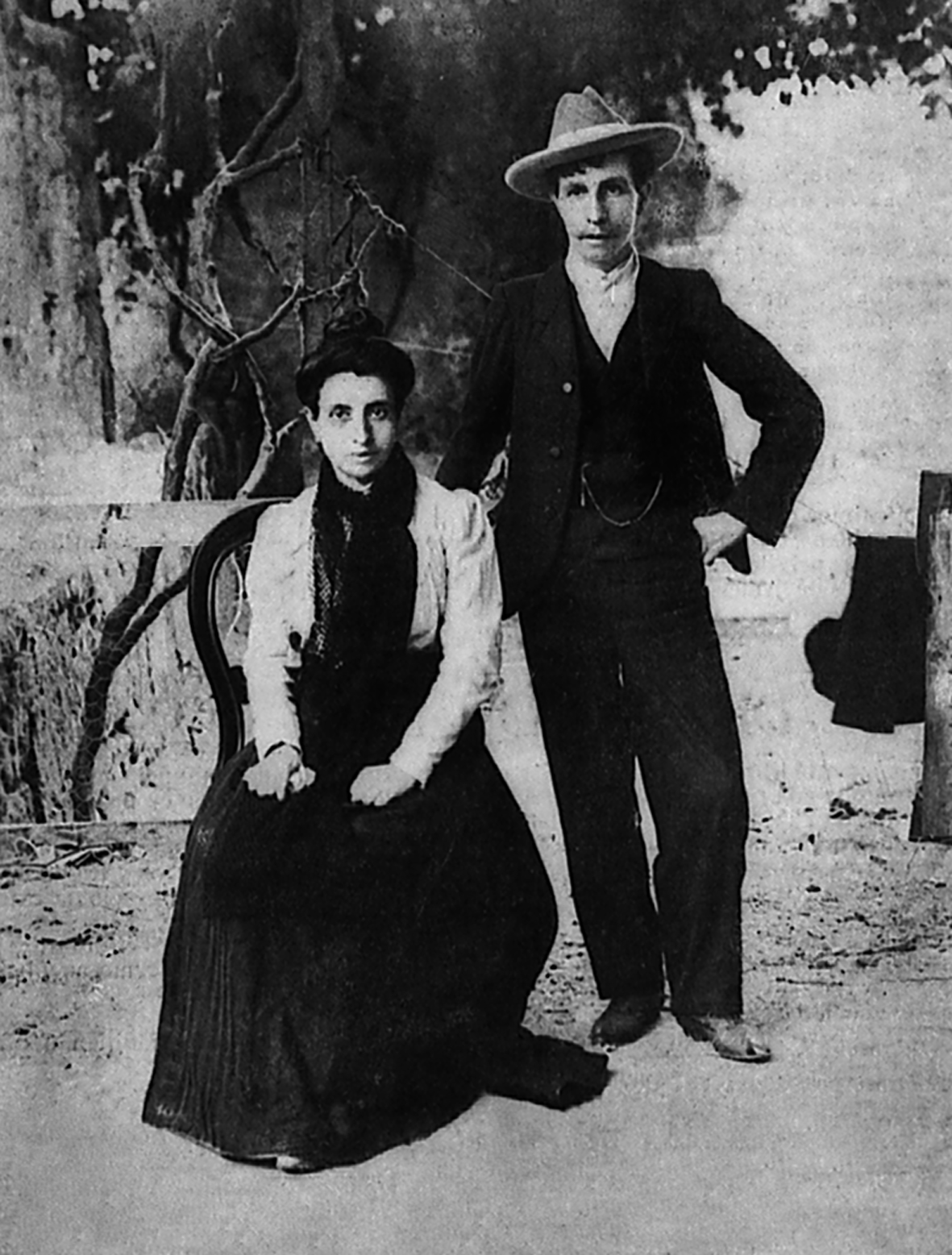
Marcela Gracia Ibeas et Elisa Sánchez Loriga après leur arrestation.

Les voisins ne peuvent rester indifférents devant ce qu'on appelle à présent un "mariage sans homme". La presse galicienne et madrilène relate l'affaire. Les deux femmes perdent leur emploi, sont excommuniées et sont sous mandat d'arrêt. Pour que l'excommunication puisse avoir lieu, le curé demande à un médecin de vérifier si Mario est un homme ou une femme. Mario accepte mais tente de passer pour un hermaphrodite dont l’état a été diagnostiqué à Londres. La garde civile poursuit le couple jusqu'à la ville de Dumbría mais elles s'échappent par Vigo et Porto. La dernière chose que l'on sait d'elles est qu'elles embarquent sur un navire à destination de l'Amérique - peut-être de l'Argentine, comme tant d'autres Espagnols de l'époque où elles passent leur lune de miel et s'installent. Quelques années plus tard, des habitants de Dumbría diffusent une rumeur sur la mort d’Elisa et le mariage de Marcela avec un homme mais cette rumeur n'est pas confirmée. 
Selon les archives diocésaines, le mariage est toujours valide, puisque ni l’Église ni l'état civil n'ont annulé l'acte de mariage. Il s'agit du premier mariage de personnes du même sexe enregistré en Espagne. 
Le 18 décembre 2008, le livre Elisa e Marcela - Alén dos homes (« Elisa et Marcela - Au-delà des hommes ») de Narciso de Gabriel est publié à La Corogne. Le livre de 300 pages, écrit en galicien, raconte l’histoire des deux femmes depuis le moment où elles ont fui la Corogne en 1901 jusqu’en 1904. Il narre une période de deux mois qui se déroule à Porto, au Portugal, où elles sont emprisonnées, jugées pour les délits commis au Portugal, mais libérées grâce au soutien d'activistes portugais. Elles sont finalement extradées à la demande de l'Espagne, mais s'enfuient en Argentine. 
Avant de quitter Porto, Marcela donne naissance à une fille. À Buenos Aires, elles travaillent comme domestiques, mais ont des difficultés financières. Elisa, sous le pseudonyme de Maria, épouse Christian Jensen, un homme de 24 ans son aîné, en 1903. Marcela, sous le pseudonyme de Carmen, affirme être sa sœur. 
Elisa refuse de consommer le mariage avec Christian. Il devient méfiant et tente de faire annuler le mariage en affirmant qu'Elisa n'est en réalité pas une femme. Comme le mariage est bien entre un homme et une femme, et donc valide, aucune accusation n'est retenue contre Elisa. Passé cet évènement, il n’y a plus aucune trace de Marcela et Elisa. Elisa se serait suicidée en 1909 selon la presse mexicaine.

## Place dans les luttes pour les droits humains en Espagne

### Premier mariage documenté entre personnes du même sexe en 1061
Le premier mariage entre personnes du même sexe documenté en Espagne a lieu au Moyen Âge. Le mariage entre Pedro Díaz et Muño Vandilaz est célébré devant un prêtre, dans une petite chapelle, dans la municipalité galicienne de Rairiz de Veiga. Il est enregistré le 16 avril 1061. Les documents historiques sur le mariage religieux ont été retrouvés au monastère de San Salvador de Celanova à Celanova , à Orense, d'où ils ont été transférés aux Archives historiques nationales (Espagne) de Madrid. On ignore si le prêtre connaissait leurs sexes.

### Ouverture du mariage civil aux couples de même sexe en Espagne en 2005
Le mariage civil entre personnes de même sexe a été légalisé en Espagne en 2005 par la loi 13/2005. Le premier mariage de même sexe en vertu de cette loi a eu lieu le 11 juillet de la même année à Tres Cantos (Madrid) entre Emilio Menendez et Carlos Baturin, qui vivaient en couple depuis plus de trente ans. Le premier mariage de deux femmes aux termes de la loi a eu lieu 11 jours plus tard, à Barcelone. 

### Postérité d'Elisa et Marcela en Espagne
De nos jours, cet événement est considéré comme l'un des premiers mariages entre personnes du même sexe en Espagne.   
Dans les médias actuels, l'accent est mis sur le courage de ces deux femmes, soulignant qu'elles sont entrées dans l'histoire en contractant le premier mariage gay d'Espagne. Isaías Lafuente (es), rédactrice en chef de Cadena SER, dans son livre Agrupémonos Todas, décrit l’histoire de Marcela et Elisa comme l’un des événements les plus significatifs liés au mouvement du féminisme au XXe siècle en Galice, au même niveau que le personnage d’Emilia Pardo Bazán. 
Le groupe Milhomes a fondé le prix Marcela et Elisa, qui, avec l'aide de la FELGTB (es), en est déjà à sa sixième édition. Il revendique également de donner leurs noms à une rue importante à La Corogne, et obtient satisfaction le 13 mai 2018.

## Représentations dans les arts

### Littérature
En 1902, le livre La sed de amar (« La Soif d'aimer ») de Felipe Trigo, écrivain d'Estrémadure, est publié en Espagne. Ce livre a un grand impact à cette époque,. Il relate l'histoire de Marcela et Elisa, sous les noms de Rosa et Claudia. Le profil de ces deux femmes et l’histoire de leur relation sont retranscrits dans la fiction du livre et sont presque totalement en accord avec l’histoire réelle. Les notes de bas de page de Felipe Trigo dans une édition du livre indiquent qu'il s'agit d'une histoire vraie qui se déroule à La Corogne en 1901.

### Cinéma
L'histoire de Marcela Gracia Ibeas et Elisa Sánchez Loriga est racontée dans le film de 2019 Elisa et Marcela, réalisé par Isabel Coixet,,, avec Greta Fernández dans le rôle de Marcela et Natalia de Molina dans celui d'Elisa.

### Bande dessinée
L'autrice de bande dessinée espagnole Xulia Vicente relate cette histoire dans sa courte bande dessinée Elisa e Marcela en 2020, traduite en français sous le titre  Elisa et Marcela en 2021.

## Voir également
- Chronologie du mariage homosexuel (en)
- Mariage de même sexe en Espagne
- Droits des LGBT en Espagne